# Момент (време)
Момент е средновековна мерна единица за време, равна на 1/40 слънчев час.
Тъй като продължителността на слънчевия час зависи от продължителността на деня, то и продължителността на момента не е постоянна, но средната ѝ стойност е 90 секунди.
До XIII век движението на сянката на слънчевите часовници е съдържало 40 момента в един слънчев час. По това време той е бил равен на една дванадесета от времето между изгрева и залеза на Слънцето. Поради тази причина, дължината на слънчевия час зависела от продължителността на деня, която на свой ред се променяла според годишното време.
Най-ранният източник, споменаващ тази мерна единица, е от VIII век е труд на Беда Достопочтени, според който „1 слънчев час = 4 точки = 5 лунни точки = 10 минути = 15 части = 40 момента“.